# بيرغر غوستافسون
بيرغر غوستافسون (بالسويدية: Birger Gustafsson)‏ هو ربان ‏ سويدي، ولد في 15 يناير 1874 في ستوكهولم في السويد، وتوفي في 22 فبراير 1969 في Värmdö Municipality ‏ في السويد.

## وصلات خارجية
- بيرغر غوستافسون على موقع أوليمبيديا (الإنجليزية)
- بيرغر غوستافسون على موقع اللجنة الأولمبية السويدية (السويدية)